# Šmarje, Grosuplje
Šmarje (izgovarjava [ˈʃmaːɾjɛ], nemško Sankt Marein) je nekdanje naselje na zahodu naselja Šmarje - Sap v občini Grosuplje v osrednji Sloveniji. Leži na Dolenjskem in je danes s preostankom občine del Osrednjeslovenske statistične regije.

## Ime
Naselje je bilo leta 1347 izpričano kot sand Marien, leta 1349 kot sancta Maria in Smariach leta 1436. Slovensko ime Šmarje je krajšava stare krajevne oblike *šent Marije 'pri Sveti Mariji', ki se nanaša na patrocinij tamkajšnje cerkve.

## Zgodovina
Šmarje je imelo leta 1870 160 prebivalcev v 32 hišah, leta 1880 146 prebivalcev v 29 hišah, leta 1890 145 prebivalcev v 29 hišah, leta 1900 pa 170 prebivalcev v 30 hišah. Šmarje se je leta 1961 združilo s sosednjim Sapom v naselje Šmarje - Sap in s tem izgubilo status samostojnega naselja.

## Znane osebnosti
Znane osebnosti, ki so se rodile ali živele v Šmarju, so:
- Jožef Ambrožič (1737 – po 1793), nabožni pesnik[2]
- Konrad Črnologar (1860–1904), zgodovinar, zadnja leta svojega življenja živel v Šmarju[2]
- Jožef Kerčon (1821–1903), nabožni pisatelj[2]
- Ivan Lah (1881–1938), pisatelj, v mladosti živel v Šmarju[2]
- Gilbert Martinic (1752–1809), verski pisatelj [2]
- Anton Medved (1869–1910), pesnik in dramatik, je od 1894 do 1896 živel v Šmarju [2]
- Stane Mikuž (1913–1985), umetnostni zgodovinar [2]
- Janez Perovšek, partizansko ime Pelko (1921–1993), otroški pisatelj in novinar [2]
- Ivan Zorman (1889–1957), pesnik, prevajalec in skladatelj [2]
- Janez Zupančič (1819–1895), nabožni pisatelj[2]